# Tavă

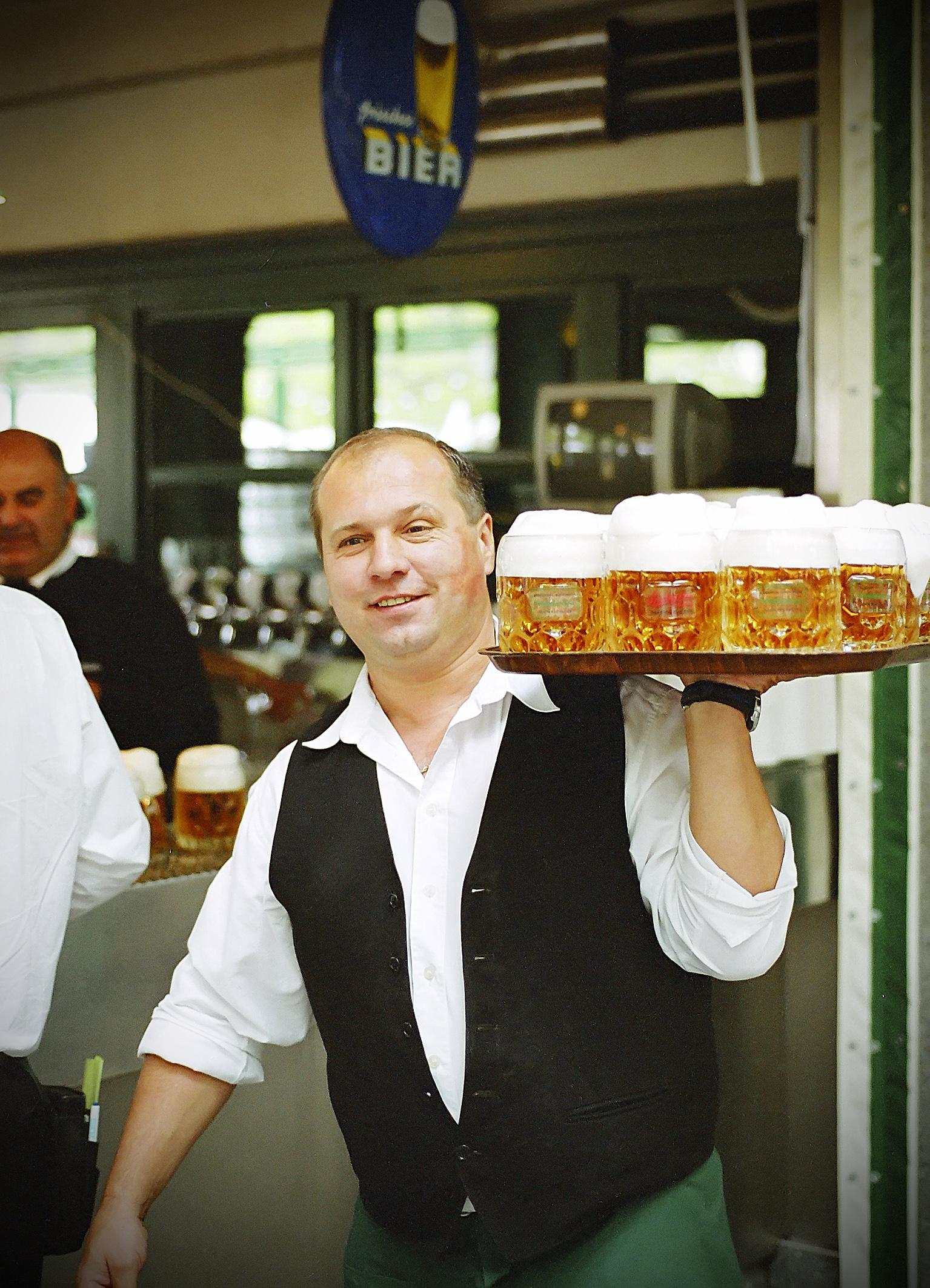
Ospătar din Viena cărând o tavă cu halbe de bere

O tavă este un recipient cu ajutorul căreia pot fi aduse la masă mai multe farfurii, pahare, etc. deodată.